# Your Mamma Won't Like Me
Your Mamma Won't Like Me è un album della cantautrice statunitense Suzi Quatro, pubblicato dall'etichetta discografica Rak nel maggio 1975.
L'album è prodotto da Mike Chapman e Nicky Chinn, coppia autrice di 3 dei 10 brani. Altri 6 sono firmati dall'interprete con Len Tuckey, che avrebbe sposato l'anno seguente. Inoltre è presente una cover di Fever.
Dal disco è tratto il singolo omonimo, seguito da I Bit Off More Than I Could Chew e Michael.

## Tracce

### Lato A
Durata 17:54
1. I Bit Off More Than I Could Chew - 3:46
2. Strip Me - 3:11
3. Paralysed - 2:45
4. Prisoner of Your Imagination - 4:52
5. Your Mamma Won't Like Me - 4:00

### Lato B
Durata 17:33
1. Can't Trust Love - 3:42
2. New Day Woman - 3:33
3. Fever - 3:41
4. You Can Make Me Want You - 3:34
5. Michael - 3:43